# U-779
Unterseeboot 779 foi um submarino alemão do Tipo VIIC, pertencente a Kriegsmarine que atuou durante a Segunda Guerra Mundial.

## Comandantes
| Comandante            | Data                                     |
| --------------------- | ---------------------------------------- |
| Oblt. Johann Stegmann | 24 de agosto de 1944 - 5 de maio de 1945 |

## Subordinação
Durante o seu tempo de serviço, esteve subordinado às seguintes flotilhas:
| Período                                  | Flotilha                                 |
| ---------------------------------------- | ---------------------------------------- |
| 24 de agosto de 1944 - 5 de maio de 1945 | 31. Unterseebootsflottille (treinamento) |